# Amt Schönecken (Kreis Prüm)

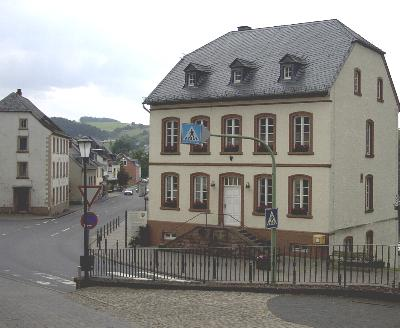
Schönecken, ehemaliges Amtsgebäude aus dem Jahr 1832

Das Amt Schönecken war eine Verwaltungseinheit im Landkreis Prüm in der damaligen Rheinprovinz (bis 1945) und im Land Rheinland-Pfalz (ab 1946). Das ursprüngliche Amt Schönecken war 1927 aus der gleichnamigen Bürgermeisterei entstanden und umfasste zuerst die vier Gemeinden Nimsreuland, Schönecken, Seiwerath und Wetteldorf. Im Jahr 1936 erfolgte eine Zusammenlegung der drei benachbarten Ämter Burbach, Dingdorf und Schönecken, die schon zuvor in Personalunion von Schönecken aus verwaltet wurden. Hinzu kamen 1943 die beiden Gemeinden Niederhersdorf und Oberhersdorf, die zuvor zum Amt Prüm-Land gehörten und seit 1971 Ortsteile der Ortsgemeinde Hersdorf sind.
Das Amt Schönecken bestand dem Namen nach bis 1968, als im Rahmen der rheinland-pfälzischen Kommunalreform in den Regierungsbezirken Koblenz und Trier alle Ämter in Verbandsgemeinden umbenannt wurden. Als Verwaltungsbezirk ging das Amt bzw. die Verbandsgemeinde Schönecken zusammen mit vier weiteren Ämtern bzw. Verbandsgemeinden 1970 hauptsächlich in der Verbandsgemeinde Prüm auf.

## Amtsangehörige Gemeinden
Die 1936 zusammengeschlossenen Ämter waren 1927 aus gleichnamigen Bürgermeistereien entstanden.
| Gemeinde       | Bürgermeisterei 1927 | Amt bis 1936 | Bemerkungen                                                 |
| -------------- | -------------------- | ------------ | ----------------------------------------------------------- |
| Balesfeld      | Burbach              | Burbach      | Verbandsgemeinde Kyllburg                                   |
| Burbach        | Burbach              | Burbach      | Verbandsgemeinde Kyllburg                                   |
| Dingdorf       | Dingdorf             | Dingdorf     | Verbandsgemeinde Prüm                                       |
| Feuerscheid    | Burbach              | Burbach      | Verbandsgemeinde Prüm                                       |
| Heisdorf       | Dingdorf             | Dingdorf     | Verbandsgemeinde Prüm                                       |
| Lasel          | Burbach              | Burbach      | Verbandsgemeinde Prüm                                       |
| Neuheilenbach  | Burbach              | Burbach      | Verbandsgemeinde Kyllburg, erst 1960 eigenständige Gemeinde |
| Niederhersdorf | Wallersheim          | Prüm-Land    | Verbandsgemeinde Prüm, Gemeinde Hersdorf                    |
| Niederlauch    | Dingdorf             | Dingdorf     | Verbandsgemeinde Prüm                                       |
| Nimshuscheid   | Burbach              | Burbach      | Verbandsgemeinde Prüm                                       |
| Nimsreuland    | Schönecken           | Schönecken   | Verbandsgemeinde Prüm                                       |
| Oberhersdorf   | Wallersheim          | Prüm-Land    | Verbandsgemeinde Prüm, Gemeinde Hersdorf                    |
| Oberlauch      | Dingdorf             | Dingdorf     | Verbandsgemeinde Prüm                                       |
| Plütscheid     | Dingdorf             | Dingdorf     | Verbandsgemeinde Arzfeld                                    |
| Schönecken     | Schönecken           | Schönecken   | Verbandsgemeinde Prüm                                       |
| Seiwerath      | Schönecken           | Schönecken   | Verbandsgemeinde Prüm                                       |
| Wawern         | Burbach              | Burbach      | Verbandsgemeinde Prüm                                       |
| Wetteldorf     | Schönecken           | Schönecken   | Verbandsgemeinde Prüm, Gemeinde Schönecken                  |
| Winringen      | Dingdorf             | Dingdorf     | Verbandsgemeinde Prüm                                       |

## Amtsbürgermeister
Die Amtsbürgermeister in der Zeit von 1928 bis 1970 waren:
| August Boltz    | 1915–1937 (bis 1927 Bürgermeister der Bürgermeisterei) |
| Emil Weber      | 1937–1939                                              |
| Matthias Hammes | 1939–1945                                              |
| Johann Arenth   | 1945–1947                                              |
| Werner Schmidt  | 1947 (kommissarisch)                                   |
| Heinrich Harms  | 1948–1949 (kommissarisch)                              |
| Johann Schiff   | 1949–1953                                              |
| Franz Schröder  | 1953–1970                                              |